# Гапонов, Николай Егорович
Никола́й Его́рович Гапо́нов — советский хозяйственный, государственный и политический деятель.

## Биография
Родился в 1909 году в селе Новоалександровка. Член КПСС с 1932 года.
С 1929 года — на хозяйственной, общественной и политической работе. В 1929—1946 гг. — на комсомольской работе в Запорожской области, на партийной работев Молдавской АССР, первый секретарь Тираспольского райкома КП Молдавской ССР, участник Великой Отечественной войны, заведующий сектором партийных кадров ЦК КП Молдавской ССР, первый секретарь Каменского райкома, первый секретарь Вулканештского райкома КП Молдавской ССР, министр автотранпорта и шоссейных дорог, министр автотранпорта Молдавской ССР.
Избирался депутатом Верховного Совета Молдавской ССР 1-го, 2-го, 4-8-го созывов. Делегат XXI съезда КПСС.
Умер в Кишинёве до 1985 года.